# Arcturides
Arcturides (лат.) — род равноногих ракообразных, единственный в составе семейства Arcturididae из подотряда створчатоногие (Valvifera). Известно 5 видов из вод Южного полушария.

## Описание
Мелкие шиповатые раки вытянутой формы. Тело прямое, более или менее цилиндрическое. Голова и переонит 1 слиты. Переонит 4 сходной длины с переонитом 3. Все плеониты слиты в плеотельсон. Тело разнообразно бугорчатое или шиповатое, но никогда не имеет задней дорсолатеральной пары сильных шипов на плеотельсоне; плеотельсон без дорсолатеральных гребней, заканчивающихся медиодорсальным задним шипом. Дорсальные коксальные пластинки 2—7 утрачены, основания переиоподов обнажены. Ротовые органы и переиопод 1 видны сбоку. Глаза хорошо развиты.

## Классификация и распространение
5 видов. Род в 2001 году был выделен в отдельное монотипическое семейство Arcturididae Poore, 2001. Два вида Arcturides известны из гидроидов у субантарктических островов южной части Индийского океана.
- Arcturides acuminatus Sheppard, 1957[3]
- Arcturides cornutus (Studer, 1882)[4]
- Arcturides miersi (Studer, 1884)
- Arcturides richardsoni (Hurley, 1957)
- Arcturides scutatas (Stephensen, 1947)